# Givi
Mijaíl Serguéyevich Tolstij (en ucraniano: Михайло Сергійович Толстих; Ilovaisk, Ucrania, 19 de julio de 1980-8 de febrero de 2017), más conocido por su apodo Givi (Гиви), fue un teniente coronel (coronel tras su muerte) de las milicias de la autoproclamada República Popular de Donetsk. Condecorado con la medalla Héroe de la Federación de Rusia
Fue, junto con Arseni Pávlov (Motorola), uno de los principales líderes militares del bando separatista en el conflicto de Donbass. 
El 8 de febrero de 2017 fue asesinado por parte de fuerzas especiales no identificadas con un artefacto explosivo (según otras versiones - con el lanzacohetes Shmel-A) en su propia oficina en el cuartel general del batallón "Somalí". Entre las versiones controversiales sobre la autoría de la liquidación figuran fuerzas especiales ucranianas o fuerzas especiales rusas y cuatro efectivos del mismo batallón Somalí, uno de los cuales es identificado como Igor Myltsev.

## Biografía
Sirvió en el Ejército ucraniano entre 1998 y 2000, antes de trabajar como obrero en una fábrica de cables de acero. Se unió al grupo de las fuerzas especiales rusas encubierto del coronel de FSB Igor Girkin, que ha tomado la ciudad ucraniana de Slovyansk; el hecho ha desencadenado el conflicto armado en el este de Ucrania. Participó en las escaramuzas de Ilovaisk (agosto-septiembre de 2014) y del Aeropuerto de Donetsk (septiembre de 2014-enero de 2015) luego dirigió el Batallón Somalí de la Milicia Popular de Nueva Rusia. Alcanzó notoriedad internacional en octubre de 2014 gracias a un vídeo subido a Youtube donde se le ve ignorando sin inmutarse una explosión de grad al lado suyo mientras le graban unos propagandistas rusos, aunque más tarde se conoció, que estaba al cubierto de un edificio y su vida no corría ningún peligro.
Entró bajo la atención del gobierno de Ucrania, cuando se ha publicado otro video de Youtube, donde se lo ve humillando y torturando prisioneros ucranianos desarmados.